# Jordi López
Jordi López Felpeto, deportivamente conocido como Jordi López (Cardedeu, Barcelona, España, 28 de febrero de 1981) es un exfutbolista y entrenador de fútbol español. Actualmente aparece como analista en Gol Play.

## Trayectoria como jugador
Jordi López se formó como futbolista en las categorías inferiores del Fútbol Club Barcelona y ascendió hasta el filial azulgrana en la campaña 2001-2002.
Al concluir esa temporada recaló en el Real Madrid, en el que permaneció dos años (en el segundo equipo) y con el que consiguió debutar en Primera División, Liga de Campeones de la UEFA y Copa del Rey.

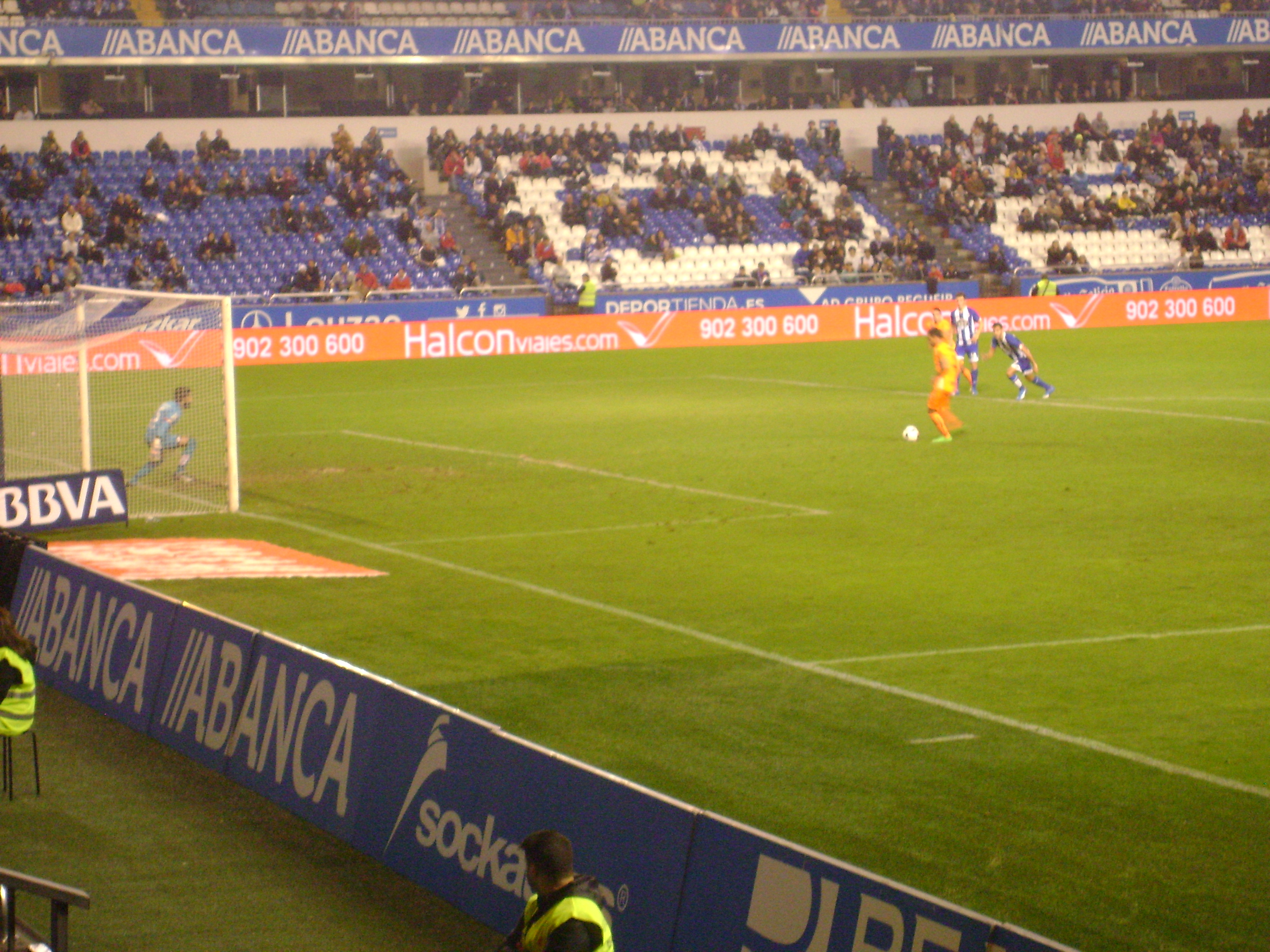
Jordi López lanza un penalti en un Deportivo-Llagostera.

En 2004 se incorporó al Sevilla y allí jugó durante dos temporadas un total de 60 partidos. Fue en la capital andaluza donde ha logrado su mayor éxito deportivo, la Copa de la UEFA el 10 de mayo del 2006 (4-0 al Middlesbrough inglés). Tras no contar con muchos minutos, tras finalizar esa campaña se marchó al Mallorca por alrededor de un millón de euros. Pero tampoco Gregorio Manzano contó demasiado con él, que en la segunda vuelta dejó de jugar en el tramo final de la liga.
Sobre el césped se distingue como un jugador versátil, técnicamente bien dotado y con un excelente manejo del balón. Puede alternar varias posiciones dentro de la línea medular.
En la temporada 2007-2008 juega cedido en el Racing de Santander, siendo aún jugador del Mallorca. Es el jugador número 18 del conjunto cántabro. Es siempre el primer cambio a realizar para oxigenar la medular formada por Aldo Duscher y Gonzalo Colsa. En el 2008 regresa a Mallorca después de jugar una temporada cedido en el Racing, tras no encontrar equipo durante el mercado de verano se queda en la 1.ª plantilla del Mallorca, con el dorsal 24. El 17 de diciembre decide rescindir su contrato que le vinculaba con el Mallorca para abandonar la entidad, para buscar una nueva una opción en el mercado invernal.
Más tarde, jugaría durante 4 temporadas como centrocampista en el Unió Esportiva Llagostera.
En la temporada 2016-17, firma por el CE Sabadell, con el que pondría fin a su carrera como jugador.

## Trayectoria como entrenador
En 2018, se convierte en segundo entrenador de la UE Cornellà en el que estaría durante 3 temporadas, con el que disputarían tres ‘play-off’ de ascenso consecutivos a Segunda División, como ayudante de Xavier Calm Sans y Guillermo Fernández Romo.
En junio de 2021, firma como entrenador del Tarrasa FC de la Segunda División RFEF.
El 5 de mayo de 2023, es destituido como entrenador del Tarrasa FC, tras anunciar en rueda de prensa que dejaba el club a final de temporada.

## Selección regional
Ha disputado dos encuentros amistosos con la selección de fútbol de Cataluña.

## Clubes como jugador
| Club                   | País         | Año        |
| ---------------------- | ------------ | ---------- |
| FC Barcelona "B"       | España       | 2001-2002  |
| Real Madrid "B"        | España       | 2002-2004  |
| Sevilla FC             | España       | 2004-2006  |
| RCD Mallorca           | España       | 2006-2007  |
| Racing de Santander    | España       | 2007-2008  |
| RCD Mallorca           | España       | 2008-2009  |
| Queens Park Rangers FC | Inglaterra   | 2009       |
| Swansea City AFC       | Gales        | 2009-2011  |
| Vitesse Arnhem         | Países Bajos | 2011-2011  |
| OFI Creta              | Grecia       | 2011-2012  |
| FC Hoverla Uzhhorod    | Ucrania      | 2011-2012  |
| UE Llagostera          | España       | 2012-2016  |
| CE Sabadell            | España       | 2016- 2017 |

## Clubes como entrenador
| Club        | País   | Año       |
| ----------- | ------ | --------- |
| UE Cornellà | España | 2018-2021 |
| Terrassa FC | España | 2021-2023 |
| CF Badalona | España | 2024-2025 |

## Palmarés

### Copas internacionales
| Título          | Club       | País   | Año  |
| --------------- | ---------- | ------ | ---- |
| Copa de la UEFA | Sevilla FC | España | 2006 |